# Lobens (Arieja)
Lobens (francès Loubens) és un municipi francès situat al departament de l'Arieja i a la regió d'Occitània.